# 道の駅おがわ
道の駅おがわ（みちのえき おがわ）は、長野県上水内郡小川村にある長野県道31号長野大町線の道の駅である。

## 施設
- 駐車場
  - 普通車：６６台
  - 大型車：２台
  - 身障者用：２台
- トイレ
  - 男：9器
  - 女：７器
  - 多目的トイレ：２器
- 食事処・お土産「食事処 味菜」（おやき販売：9時30分 -、食事：11時 - 19時30分）
- 農林産物直売所「さんさん市場」 （8時30分 - 17時）
- コンビニエンスストア「ファミリーマート」（24時間）[1]
- 「本州の重心地」モニュメント

## 休館日
- 食事処・お土産「食事処 味菜」（毎週火曜日、1月1日）
- 農林産物直売所「さんさん市場」（年末年始）
- ファミリーマートは年中無休。

## アクセス
- 長野県道31号長野大町線 - 登録路線
  - 長野県道36号信濃信州新線

### 路線バス
最寄停留所は「小川新田」。
- 長野駅東口より川中島バス特急長野大町線で約33分。または長野駅西口より高府線で約43分。
- 信濃大町駅より特急長野大町線で約32分。

## 周辺
- 土尻川